# Paranoia Airlines
Paranoia Airlines è il quinto album in studio del rapper italiano Fedez, pubblicato il 25 gennaio 2019 dalla Sony Music.

## Descrizione
L'album si compone di sedici brani, di cui alcuni registrati in collaborazione con svariati artisti italiani ed internazionali, come Annalisa, la Dark Polo Gang, LP e Zara Larsson.
Per la sua anticipazione, Fedez ha pubblicato tre singoli, usciti tra novembre 2018 e gennaio 2019: Prima di ogni cosa, Che cazzo ridi con Tedua e Trippie Redd e Holding Out for You con la sopracitata Zara Larsson.

## Accoglienza
| Recensione       | Giudizio |
| ---------------- | -------- |
| All Music Italia |          |
| Ondarock         |          |
| Rockol           |          |

Paranoia Airlines è stato accolto negativamente da parte della critica specializzata. Claudio Todesco di Rockol, assegnando un punteggio di 2,5/5, spiega come «In queste 16 canzoni non ci si imbatte in passaggi musicali che viene voglia di riascoltare» ma notando tuttavia la voglia di Fedez di «variare timbri e stili canori». Antonio Silvestri di Ondarock, invece, ha criticato la banalità di certi brani dell'album, come Amnesia («genera frasi da Smemoranda»), o l'incoerenza dell'artista che emerge nei brani Record, Un posto bellissimo e Così.

## Tracce
1. Prima di ogni cosa – 3:06 (Federico Leonardo Lucia, Alessandro Alessandroni Jr, Michele "Canova Iorfida", Daniele Lazzarin)
2. Holding Out for You (feat. Zara Larsson) – 3:01 (Federico Leonardo Lucia, Michele "Canova" Iorfida, Daniele Lazzarin, Lorenzo Sarti, Dani Poppit, Iacopo Pinna, Giovanni Grandi, V. Vipra)
3. Amnesia – 2:43 (Federico Leonardo Lucia, G. Vipra, Jacopo Ettorre, Simone Privitera)
4. Che cazzo ridi (feat. Tedua & Trippie Redd) – 3:36 (Federico Leonardo Lucia, Michele "Canova" Iorfida, Daniele Lazzarin, Travis Barker, Tom DeLonge, Mark Hoppus)
5. Paranoia Airlines – 3:21 (Federico Leonardo Lucia, Michele "Canova" Iorfida, Daniele Lazzarin)
6. FuckTheNoia (feat. Annalisa) – 2:42 (Federico Leonardo Lucia, Annalisa Scarrone, G. Vipra, Michele "Canova" Iorfida, Lorenzo Sarti, Dani Poppit, Jon Buscema)
7. Record – 3:03 (Federico Leonardo Lucia, Federica Abbate, Fabio Clemente, Alessandro Merli)
8. Kim & Kanye (feat. Emis Killa) – 2:55 (Federico Leonardo Lucia, Emiliano Rudolf Giambelli, Michele "Canova" Iorfida)
9. Sfregi e difetti – 3:04 (Federico Leonardo Lucia, Michele "Canova" Iorfida, Lorenzo Sarti)
10. L'una per l'alcol – 2:40 (Federico Leonardo Lucia, Stefano Tognini, Fabio Clemente)
11. Così – 3:24 (Federico Leonardo Lucia, Michele "Canova" Iorfida, Patrizio "Mybestfault" Simonini, Lorenzo Sarti)
12. Un posto bellissimo – 3:04 (G. Vipra, Federico Leonardo Lucia, Michele "Canova" Iorfida)
13. Cosa senza spine (feat. LP) – 2:26 (Federico Leonardo Lucia, Michele "Canova" Iorfida, Laura Pergolizzi)
14. Segni – 2:16 (Federico Leonardo Lucia, Fabio Clemente, Alessandro Merli)
15. Buongiornissimo – 2:32 (Federico Leonardo Lucia, G. Vipra, Patrizio "Mybestfault" Simonini)
16. TVTB (feat. Dark Polo Gang) – 3:18 (Federico Leonardo Lucia, G. Vipra, Daniele Lazzarin, Michele "Canova" Iorfida, Dylan Thomas Cerulli, Nicolò Rapisarda, Umberto Violo)

## Formazione
Musicisti
- Fedez – voce
- Zara Larsson – voce aggiuntiva (traccia 2)
- Tedua & Trippie Redd – voci aggiuntive (traccia 4)
- Annalisa – voce aggiuntiva (traccia 6)
- Emis Killa – voce aggiuntiva (traccia 8)
- LP – voce aggiuntiva (traccia 13)
- Dark Polo Gang – gruppo ospite (traccia 16)
- Michele "Canova" Iorfida – sintetizzatore, tastiera, programmazione ritmica, programmazione tastiera, beatmaking
- Alessandro Alessandroni Jr – pianoforti, tastiere, sintetizzatori
- Tim Pierce – chitarre acustiche ed elettriche
- Lorenzo Sarti – chitarre elettriche ed acustiche
- Patrizio "Mybestfault" Simonini – programmazioni, chitarre, tastiere
- Dani Poppit – cori (tracce 2 e 6)

Produzione
- Michele Canova Iorfida – produzione (eccetto tracce 7, 10 e 14) e realizzazione
- Takagi & Ketra – produzione (tracce 7 e 14), co produzione (traccia 10)
- Zef – produzione (traccia 10)
- Michele "Canova" Iorfida presso il Kaneepa Studio, Fabfactory Complex – registrazione e missaggio
- Michele "Canova" Iorfida presso il Kaneepa Studio, Fabfactory Complex, North Hollywood, CA – missaggio
- Patrizio "Mybestfault" Simonini presso il Kaneepa Studio, Milano, Italy – missaggio
- Pino "Pinaxa" Pischetola presso il Pinaxa Studio, Milano – missaggio
- Rafael Fadul presso Fabfactory Complex, North Hollywood, CA – missaggio
- Andrea "Db" Debernardi presso il Fonjka Studio (BI) – missaggio
- Antonio Baglio presso Miami Mastering, Miami FL – mastering
- Marco Peraldo, Michael Gario – editing, sound engineering
- Marco Vialardi – assistente di studio (tracce 7, 10 e 14)
- Jon Buscema, Lorenzo Sarti, Iacopo Pinna – produzione addizionale (traccia 6)
- Lorenzo Sarti, Iacopo Pinna, Badhabit – produzione addizionale (tracce 2 e 5)
- Patrizio "Mybestfault" Simonini – produzione addizionale (traccia 11 e 15)
- Kai Kloppfleisch – produzione addizionale (traccia 3)
- D. Minoja e G. Marra - Studio Cirasa – foto copertina
- Studio Cirasa – CGI e postproduzione
- Tristan Vancini – logo Paranoia Airlines

## Classifiche

### Classifiche settimanali
| Classifica (2019) | Posizione massima |
| ----------------- | ----------------- |
| Italia            | 1                 |
| Svizzera          | 3                 |

### Classifiche di fine anno
| Classifica (2019) | Posizione |
| ----------------- | --------- |
| Italia            | 7         |